# 同変コホモロジー上の局所化公式
軌道体 {\displaystyle M} に代数的トーラス {\displaystyle T} が代数的に作用しているとする。また、その {\displaystyle T} 固定点は有限集合であると仮定する。このとき局所化公式（Localization formula）は、{\displaystyle M} 上の任意の同変閉形式 {\displaystyle \alpha } 及び、十分に小さな {\displaystyle \xi \in Lie(T)} に対し、次のことが成り立つことを主張する。
{\displaystyle {1 \over d_{M}}\int _{M}\alpha (\xi )=\sum _{F}{1 \over d_{F}}\int _{F}{\alpha (\xi ) \over e_{T}(F)(\xi )}}
ここで、和は {\displaystyle T} 固定点 {\displaystyle M^{T}} の全ての連結成分 {\displaystyle F} に渡り、{\displaystyle d_{M}} は {\displaystyle M} の {\displaystyle T} 同変重複度、{\displaystyle e_{T}(F)} は {\displaystyle F} の法束の同変オイラー類を表す。
局所化公式の重要性は、{\displaystyle M} のトーラス作用の固定点の同変コホモロジー環（特定の可微分代数的スタック）の情報から、重複度とオイラー形式の違いを除いて、軌道体 {\displaystyle M} の同変コホモロジー環を計算可能であるという点にある。但し、同様の結果は、非可変コホモロジーにおいては成り立たない。
局所化公式の主要な帰結の一つは、Duistermaat–Heckmanの定理として知られている。即ち、コンパクトな {\displaystyle 2n} 次元シンプレクティック多様体 {\displaystyle M} 上にハミルトニアン {\displaystyle S^{1}} 作用が存在するとき
{\displaystyle \int _{M}e^{-tH}\omega ^{n}/n!=\sum _{p}{e^{-tH(p)} \over t^{n}\prod \alpha _{j}(p)}.}
但し、和は {\displaystyle S^{1}} 作用の固定点全体に渡り、{\displaystyle H} は {\displaystyle S^{1}} 作用に対するハミルトニアン、{\displaystyle \alpha _{j}(p)} は接空間 {\displaystyle T_{p}M} 上の {\displaystyle S^{1}} 作用の重みである。(Lie groupを参照)
局所化公式は、余随伴軌道上のKirillov-Kostant-Souriauシンプレクティック形式のフーリエ変換に対しても適用される。この場合、局所化公式はHarish-Chandraの積分公式に帰着し、結果として、Kirillovの指標公式の証明を与える。
また、非有理係数における同変コホモロジーの局所化については、ダニエル・キレンの論文において議論されている。

## 非可換局所化
局所化定理は、多様体の同変コホモロジーが、捻れ元の違いを除いて、その固定点集合の同変コホモロジーから復元されることを主張する。同様のことは非可換作用に対しては成立しないが、類似の局所化定理が存在する。